# 中華尖鬚菊虎
中華尖鬚菊虎（學名：Malthinus sinensis）為菊虎科尖鬚菊虎屬的一種。其种加词“sinensis”意为“中华的”。

## 物種描述

### 形態學
體長約3.3–3.5mm。頭部黃色，頭後部有一大塊黑斑；觸角第一節黃色，其餘黑色；小顎鬚黑色；前胸黃色，前胸背板中央有黑色縱帶；翅鞘暗色，翅鞘肩部至中央有些許黃色調色斑，翅鞘端部黃色小斑，翅鞘短於腹部，後翅露出；足黃色，跗節暗色；中、後胸和腹部暗色，但每一體節邊緣黃色。

## 分類學
本種隸屬菊虎科尖鬚菊虎屬。

## 分布與棲地
本種目前已知分布於香港、中國四川、福建；臺灣南投縣、高雄市、金門縣。